# Свидание со страстью
«Свидание со страстью» (итал. Grazie... nonna) — итальянская кинокомедия 1975 года, снятая режиссёром Марино Джиролами. В главных ролях звезда итальянского эксплуатационного кино Эдвиж Фенек и будущий террорист Валерио Фиораванти.

## Сюжет

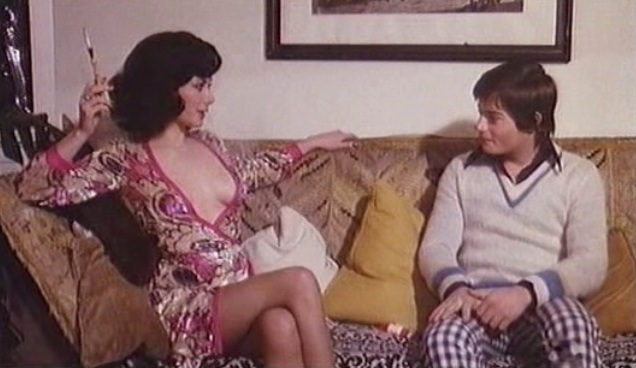
Кадр из фильма

Семейство Персичетте взволновано прибывшей телеграммой, в которой говорится о скором приезде вдовы их престарелого отца и деда, Марианны, для встречи с пасынком и двумя внуками. Встретить эту особу в аэропорту поручают молодому человеку, одному из внуков умершего деда. Однако юношу ожидает сюрприз: вместо престарелой дамы, которую он ожидал увидеть, вдовой оказалась прелестная молодая девушка. Герой сразу влюбляется в свою «бабушку», которая вовсе не против ещё одного увлечения.

## В ролях
- Эдвиж Фенек — Марианна
- Валерио Фиораванти — Карлетто
- Энрико Симонетти
- Джанфранко Д`Анджело